# Flugplatz Babenhausen
Babenhausen flygplats (ICAO: EDEF) (tyska: Flugplatz Babenhausen) är en nedlagd Sonderlandeplatz utanför staden Babenhausen i Tyskland. 
Flygplatsen ligger 1,6 kilometer sydost om Babenhausens stadscentrum.
Flygplatsen ägs och sköts av Luftsport-Club Babenhausen e.V.
Flygplatsen invigdes 3 juli 1934. 
Flygplatsen hade två startbanor. 
Flygplatsen stängdes för gott den 25 maj 2019.